# Villa Borghese (film)
Villa Borghese è un film italiano del 1953 diretto da Gianni Franciolini. Il film è costituito da 6 episodi, tutti ambientati a Villa Borghese a Roma.

## Trama
Il film consta di sei episodi, ambientati successivamente in vari luoghi di Villa Borghese, nell'arco di una bella giornata di tarda primavera.

### Serve e soldati

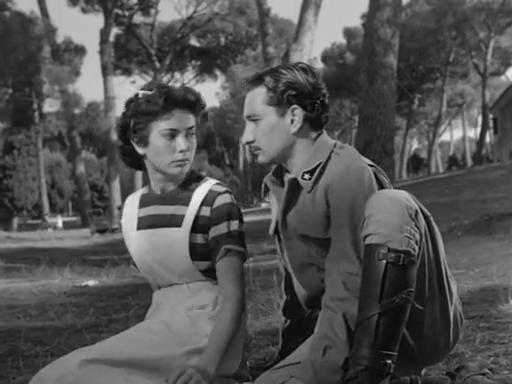
Giulia Rubini e Luigi Russo

Prima mattina. Un gruppo di cameriere venete si incontra a Piazza di Siena, dove portano a giocare i bambini delle famiglie per cui lavorano. Una di loro, Lidia, si riunisce al gruppo dopo un certo tempo, e spiega di aver tentato il suicidio per una delusione amorosa subita da un militare; un'altra, Marietta, afferma che sarebbe prontissima a uccidersi se un uomo la prendesse in giro. Anche lei frequenta un soldato napoletano, che la prende da parte e la invita a un incontro notturno nel parco. Dopo aver rifiutato sdegnosamente, e aver visto il militare impegnato a corteggiare una bambinaia svedese, la ragazza scompare. Le amiche la cercano affannosamente, pensando che si possa essere buttata dallo strapiombo del Muro Torto; le paure svaniscono quando la ritrovano mentre assiste tranquillamente a uno spettacolo di burattini.

### Pi-greco

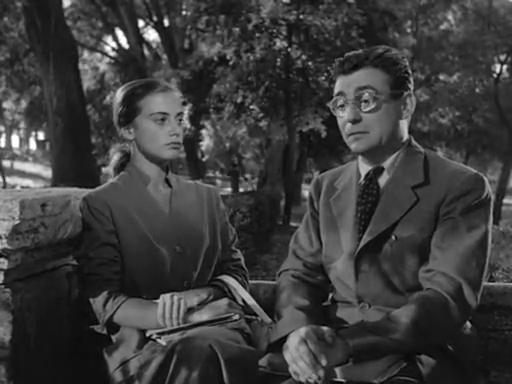
Anna Maria Ferrero e François Périer

Tarda mattinata. Alcuni studenti di liceo classico hanno escogitato uno stratagemma per evitare una bocciatura quasi certa. Una di loro, Anna Maria, ha dato un appuntamento al professore di greco presso la Fontana dei cavalli marini; la ragazza deve fingere di essere innamorata di lui e baciarlo improvvisamente, in modo che gli altri compagni possano fotografare di nascosto il bacio e poi usare la foto per ricattare l'insegnante e ottenere la promozione. Il professore si presenta, e racconta ad Anna Maria la sua triste storia: dopo la fine dell'anno scolastico dovrà lasciare l'insegnamento perché sta perdendo la vista. La studentessa, commossa, lo abbraccia, ma allo stesso tempo fa in modo di coprirgli il viso perché la foto ricattatoria non riesca.
Nel 1956 Giorgio Bassani preparò un testo letterario, un racconto intitolato "Per un cinema d'altri tempi", rimasto tuttavia inedito fino al 2014, in cui riscrisse la sceneggiatura dell'episodio ma con una variazione del finale: un compagno di classe di Anna Maria scatta una foto che condanna il professore a una futura gogna.

### Incidente a Villa Borghese

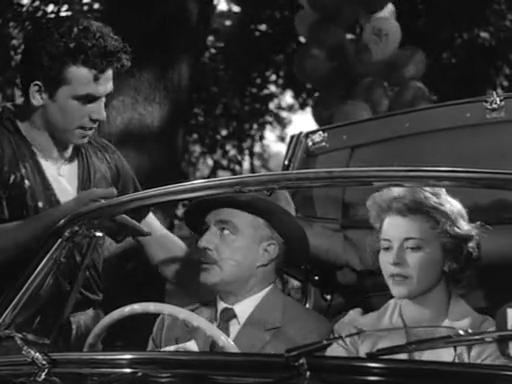
Maurizio Arena, Vittorio De Sica e Giovanna Ralli

Mezzogiorno. Da tempo il maturo avvocato Cavazzuti corteggia una ragazza del popolo, Virginia, e fissa un appuntamento con lei al Pincio. Si presenta però il fidanzato di lei, rozzo e manesco, che insulta e minaccia l'avvocato e la stessa ragazza; si unisce in un secondo momento anche la madre di lei, altrettanto inferocita. Virginia prima afferma di amare l'uomo anziano, poi confessa di non essere interessata a lui e di aver solo voluto ingelosire il fidanzato. L'alterco cessa alla comparsa del vigile Scardaci, che, avendo conoscenze in comune con l'avvocato ed evidentemente intenzionato a sfruttare la circostanza per interessi personali, allontana bruscamente Virginia, il fidanzato e la madre.

### Il paraninfo

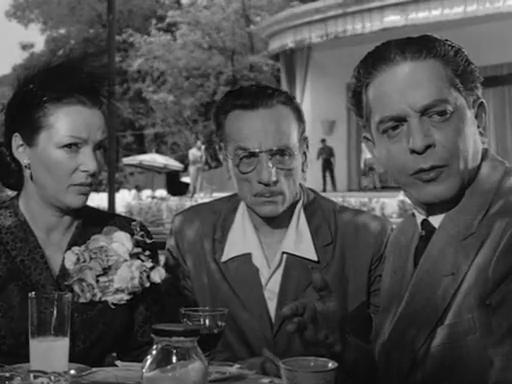
Leda Gloria, Eduardo De Filippo ed Enzo Turco

Primo pomeriggio. I coniugi Ventrella con la figlia ventenne Fanny giungono a Roma da Velletri, avendo fissato un appuntamento con un intermediario di matrimoni che dovrebbe presentare loro un giovane interessato a sposare Fanny: sono ricorsi a questo espediente in quanto la ragazza, pur graziosa e di buon carattere, è zoppa. Il paraninfo arriva accompagnato da Beniamino, il giovane prescelto, e dallo zio di lui. Fanny in un primo momento è umiliata dalla situazione e infastidita dalla logorrea del mezzano, poi conversando con Beniamino ne scopre la gentilezza e la sensibilità e finisce per accettare l'idea di sposarlo.

### Gli amanti

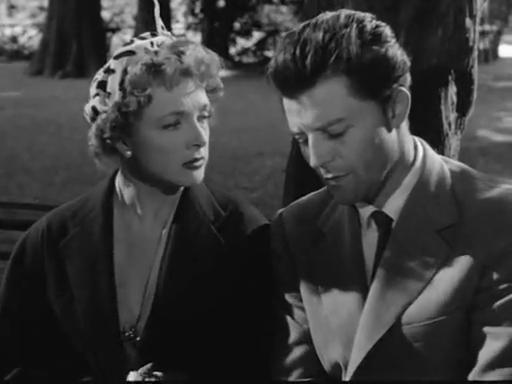
Micheline Presle e Gérard Philipe

Pomeriggio. Valeria, elegante signora borghese, accompagna i suoi bambini al parco e li affida alla governante per un giro in barca sul laghetto. In realtà si tratta di un pretesto per poter vedere Carlo, che è suo amante da tre anni. Durante l'incontro lei appare orgogliosa e appassionata, lui distaccato e ironico; Valeria afferma, per stimolare la gelosia di lui, di non amarlo più, ma in realtà è Carlo intenzionato a troncare la relazione, in quanto intende sposarsi. Senza farsi troppi problemi, Carlo si allontana, mentre Valeria, in lacrime, aspetta il ritorno dei bambini.

### Concorso di bellezza

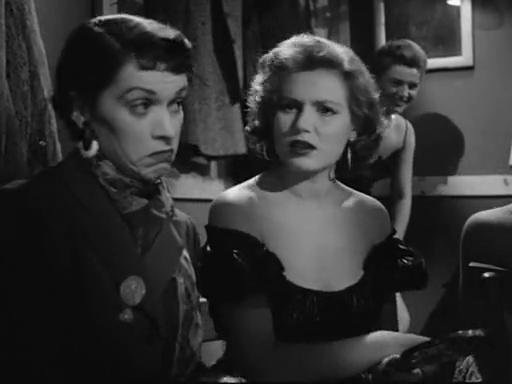
Franca Valeri ed Eloisa Cianni

Sera. Fra le prostitute che operano nel parco, si verificano continui litigi fra Antonietta, giovane e procace, ed Elvira, più matura e meno apprezzata dai clienti. Nell'occasione di un controllo della polizia le due donne si accordano per scappare insieme: nessuna delle due ha le carte in regola e Antonietta non è nemmeno residente a Roma. Così si ritrovano nel dietro le quinte di un concorso di Miss Cinema; Antonietta si intrufola fra le partecipanti, mentre Elvira prova a farsi passare per una giornalista. La prima, grazie alle sue doti fisiche, vince il concorso e ottiene la protezione del commendatore presidente della giuria, la seconda finisce in manette.

## Data di uscita
- Italia: Villa Borghese, 18 dicembre 1953
- Stati Uniti d'America: It Happened in the Park, 12 agosto 1957